# Andreas Maxsø
Andreas Maxsø (Copenaghen, 18 marzo 1994) è un calciatore danese, difensore dei Colorado Rapids.

## Palmarès

### Club

#### Competizioni nazionali
- Campionato danese: 1

Brøndby: 2020-2021